# الکس مارو
الکس مارو (انگلیسی: Alex Marrow؛ زادهٔ ۲۱ ژانویهٔ ۱۹۹۰) بازیکن فوتبال اهل بریتانیا است.
از باشگاه‌هایی که در آن بازی کرده‌است می‌توان به باشگاه فوتبال کریستال پالاس، باشگاه فوتبال پرستون نورث اند، باشگاه فوتبال بلکبرن روورز، باشگاه فوتبال اولدهام اتلتیک، باشگاه فوتبال فایلد، باشگاه فوتبال کارلایل یونایتد، و باشگاه فوتبال فلیتوود اشاره کرد.